# Уравнение Ричардса
Уравнение Ричардса, описывающее влагоперенос в зоне аэрации (в ненасыщенной зоне), было сформулировано Лоренцо А. Ричардсом в 1931 году. Оно представляет собой нелинейное дифференциальное уравнение в частных производных, основная трудность решения которого заключается в отсутствии точных аналитических решений.
Закон Дарси разработан для описания потока влаги в водонасыщенной пористой среде, адаптируя его, Ричардс использовал предложение Букингема (1907) и вывел общее дифференциальное уравнение в частных производных, которое описывает ненасыщенный влагоперенос в зоне аэрации. Наиболее известной формой записи является:
{\displaystyle {\frac {\partial \theta }{\partial t}}={\frac {\partial }{\partial z}}\left[K(\theta )\left({\frac {\partial \psi }{\partial z}}+1\right)\right]\ }
где
{\displaystyle K} — коэффициент фильтрации в ненасыщенной зоне,
{\displaystyle \psi } — высота всасывающего давления,
{\displaystyle z} — высота над плоскостью сравнения,
{\displaystyle \theta } — объемная влажность, и
{\displaystyle t} — время.
Уравнение Ричардса аналогично уравнению влагопереноса в насыщенной зоне, переход от одного к другому обусловлен представлением напора в виде h = ψ + z, и заменой насыщенного потока ненасыщенным. Использование формы записи приведённой выше обусловлено удобством описания граничных условий (часто описываемых в терминах напора, например для использования атмосферного условия ψ = 0).

## Вывод уравнения
В этом разделе будет показан вывод уравнения Ричардса для вертикального влагопереноса в очень упрощенном виде. Закон сохранения массы гласит, что величина изменения водонасыщения в закрытом объёме равна величине изменения суммы всех (отрицательных и положительных) потоков влаги в данном объёме. Опишем это математическим языком:
{\displaystyle {\frac {\partial \theta }{\partial t}}={\vec {\nabla }}\cdot \left(\sum _{i=1}^{n}{{\vec {q}}_{i,\,{\text{in}}}}-\sum _{j=1}^{m}{{\vec {q}}_{j,\,{\text{out}}}}\right)}
Введем одномерную форму записи для направления {\displaystyle {\hat {k}}}:
{\displaystyle {\frac {\partial \theta }{\partial t}}=-{\frac {\partial }{\partial z}}q}
Горизонтальный поток описан эмпирическим Законом Дарси:
{\displaystyle q=-K{\frac {\partial h}{\partial z}}}
Подставив q в уравнение выше, получим:
{\displaystyle {\frac {\partial \theta }{\partial t}}={\frac {\partial }{\partial z}}\left[K{\frac {\partial h}{\partial z}}\right]}
И используем выражение для напора h = ψ + z:
{\displaystyle {\frac {\partial \theta }{\partial t}}={\frac {\partial }{\partial z}}\left[K\left({\frac {\partial \psi }{\partial z}}+{\frac {\partial z}{\partial z}}\right)\right]={\frac {\partial }{\partial z}}\left[K\left({\frac {\partial \psi }{\partial z}}+1\right)\right]}
Таким образом, получено уравнение Ричардса .

## Формулировка
Уравнение Ричардса используется во многих статьях, посвящённых вопросам экологии, потому что оно описывает поток на границе подземных и поверхностных вод (атмосферных осадков, водоемов, рек и т. д.), что является чрезвычайно важным при моделировании миграции различных компонентов. Его так же рассматривают и в чисто математических журналах, потому что его решение не тривиально. Обычно, оно выражается в трёх разных формах. Смешанная форма (mixed form), рассмотренная выше, включает в себя описание в терминах и напора и влажности. А также две другие формы записи, в терминах напора (head-based) и водонасыщения (saturation-based).

### Запись в терминах напора
{\displaystyle C(h){\frac {\partial h}{\partial t}}=\nabla \cdot K(h)\nabla h}
Где C(h) [1/L], [1/м] — это функция водонасыщения от напора:
{\displaystyle C(h)\equiv {\frac {\partial \theta }{\partial h}}}
Эта функция носит название общей гидрофизической характеристики (ОГХ) и может быть определена для различных типов почв на основе метода подбора кривых (метод подбора экспериментального уравнения по кривой) и лабораторных экспериментов, определяющих величину инфильтрации через почвенную (грунтовую) колонку. Одной из наиболее признанных является экспериментальная зависимость, предложенная Ван Генухтеном (van Genuchten) в 1980 году.

### Запись в терминах водонасыщения
{\displaystyle {\frac {\partial \theta }{\partial t}}=\nabla \cdot D(\theta )\nabla \theta }
Где D(θ) [L2/T] — коэффициент влагопереноса:
{\displaystyle D(\theta )\equiv {\frac {K(\theta )}{C(\theta )}}\equiv K(\theta ){\frac {\partial h}{\partial \theta }}}

## Ограничения применимости
Численное решение уравнения влагопереноса Ричардса критиковалось за большие вычислительные затраты и непредсказуемость, обусловленную тем, что нет гарантии, что вычислительный комплекс (solver) найдет решение (сойдется) для конкретных почвенных характеристик. Также отмечалось, что в данном методе преувеличена  роль капиллярных сил и в некоторой степени его критиковали за излишнюю простоту. При моделировании одномерного влагопереноса метод требует разбивки высокой дискретности для области граничащей с поверхностью (величина дискретизации должна быть не более одного сантиметра).  При трёхмерном моделировании численное решение уравнения Ричардса определяется соотношением сторон, где отношение горизонтального и вертикального размеров ячейки модели в расчетной области должно быть не больше 7.